# Somatochlora
Somatochlora es un género odonatos anisópteros de la familia Corduliidae. Los miembros de este género son libélulas de tamaño medio con cuerpo oscuro y brillo verde metálico.
El abdomen de los machos es característico, con los dos primeros segmentos con forma bulbosa, el tercero estrechado, y el resto con forma de cachiporra, con un final recto. La excepción es S. boisei, que tiene la forma de las especies del género Cordulia. Los ejemplares de Somatochlora presentan normalmente dos venas transversales entre la base del ala posterior y el triángulo, mientras que los de Cordulia tienen sólo una vena transversal.